# Ovčie
Ovčie (em húngaro: Kisvitéz) é um município da Eslováquia, situado no distrito de Prešov, na região de Prešov. Tem 3,16 km² de área e sua população em 2018 foi estimada em 657 habitantes.

## Demografia
| Ano:        | 1994 | 2004   | 2014   | 2024   |
| ----------- | ---- | ------ | ------ | ------ |
| Broj ljudi: | 632  | 678    | 670    | 679    |
| Razlika:    |      | +7,27% | -1,17% | +1,34% |

| Ano:               | 2023 | 2024   |
| ------------------ | ---- | ------ |
| Número de pessoas: | 676  | 679    |
| Diferença:         |      | +0,44% |